# Fazoli’s

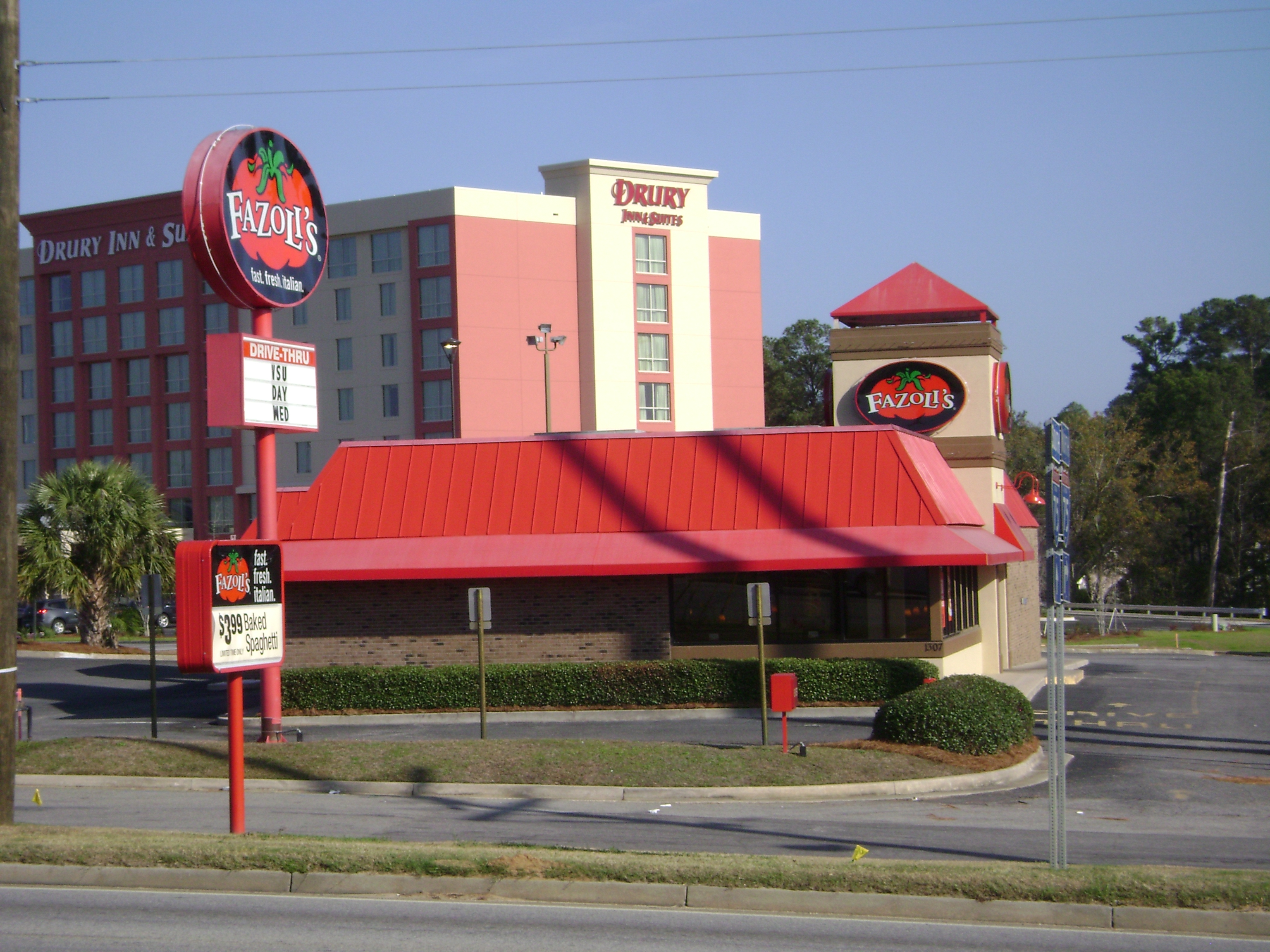
Filiale von Fazoli's in Valdosta

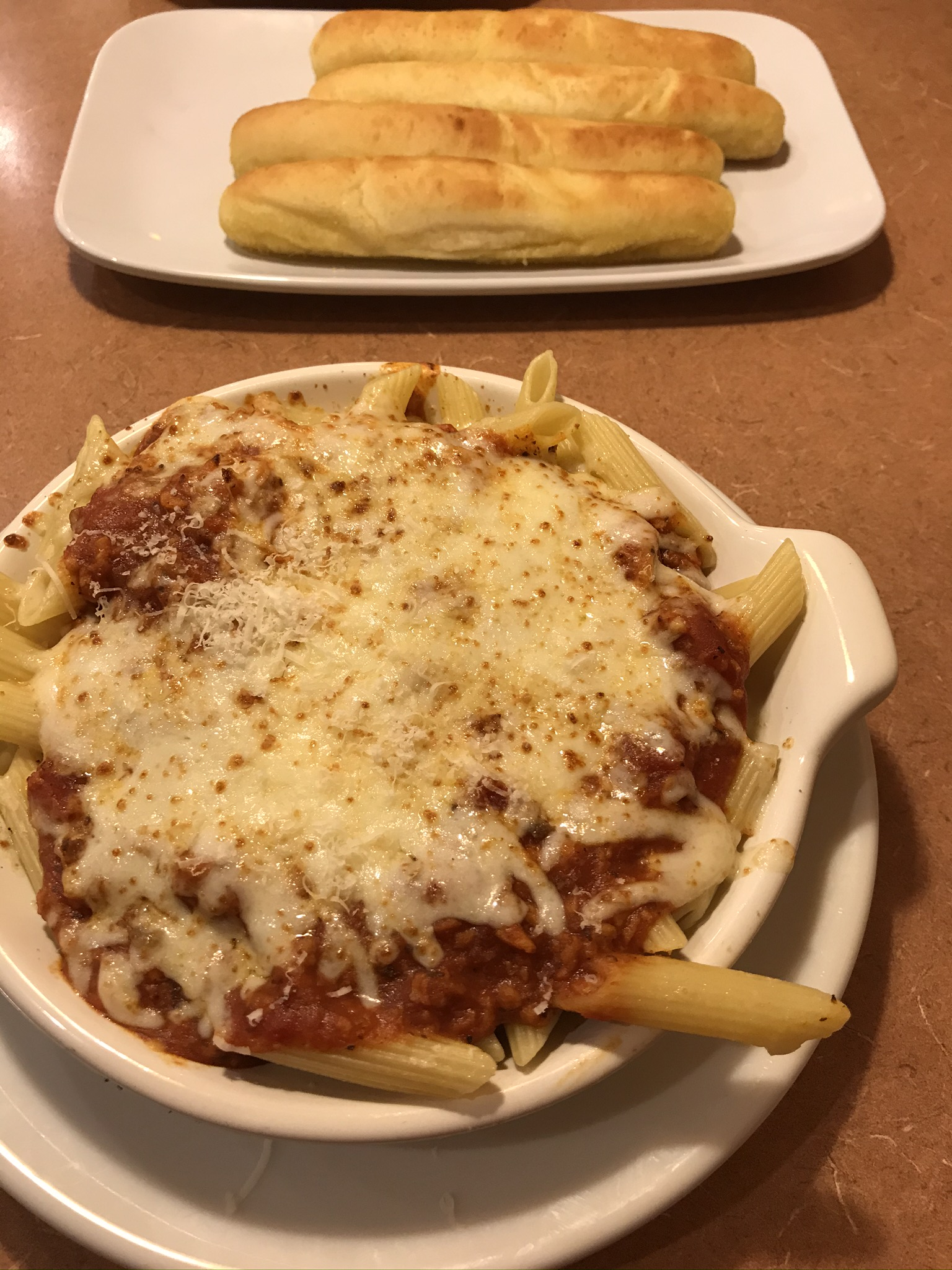
Breadsticks und Baked Ziti von Fazoli's

Fazoli’s ist eine US-amerikanische Schnellrestaurantkette, die sich auf die italienische Küche spezialisiert hat. Der Hauptsitz befindet sich in Lexington, Kentucky. 

## Geschichte
Das Konzept für „Fazoli’s“ wurde um 1989 von der in Lexington ansässigen Restaurant-Gruppe Jerrico, Inc, damals Muttergesellschaft der Schnellrestaurantkette Long John Silver’s, ins Leben gerufen. 1990 folgte die Gründung des Unternehmens Fazoli's Systems, Inc., zu dem fünf Restaurants in Lexington gehörten. Noch im gleichen Jahr ging es in den Besitz der neu gegründeten Seed Restaurant Group Inc. über, hinter welcher der ehemalige Jerrico-Mitarbeiter Kuni Toyoda und das japanische Unternehmen Duskin Co. Ltd. standen. Beide Parteien hielten jeweils einen 50-prozentigen Anteil am Unternehmen.
Kuni Toyoda hatte von 1990 bis 2006 die Leitung von Fazoli’s Systems inne. Er betrieb das Unternehmen zusammen mit seiner Ehefrau Carol Toyoda. In den Anfangsjahren traf er strategische Entscheidungen wie den Schwerpunkt auf Pasta anstatt auf Pizza zu legen, da der Markt für Pizza bereits übersättigt war. Er bewarb die Produkte von Fazoli’s als gesündere Alternative zu traditionellem Fastfood wie Hamburger und Pommes frites und als kostengünstige Alternative zu Restaurants mit vollem Service. Neben Free Refill führte er die unbegrenzte Versorgung der im Restaurant speisenden Gäste mit Breadsticks (Teigstangen) ein, was sich zu einem wesentlichen Merkmal der Marke Fazoli’s entwickelte.
In den Jahren nach der Gründung expandierte das Unternehmen. Neue Restaurants wurden vorwiegend in kleinen und mittleren Städten in Kentucky, Florida und Indiana eröffnet. 1992 lag die Anzahl der Restaurants bei 35 und 1993 bei 62, wovon 9 durch Franchise-Nehmer geführt wurden, während die übrigen in Unternehmensbesitz waren. Der durchschnittliche Jahresumsatz eines einzelnen Fazoli’s-Restaurants stieg bis 1995 von ca. 500.000 auf 1 Mio. US-Dollar, wodurch die meisten bereits im ersten Geschäftsjahr Gewinn erzielten. Der Gesamtumsatz des Unternehmens betrug 1994 59 Mio. US-Dollar, wovon 30 Prozent durch Takeout-Bestellungen (Essen zu Mitnehmen) generiert wurden.
Zu den Konkurrenten im Bereich italienisches Fastfood gehörten zu dieser Zeit der Marktführer Sbarro und das kurzlebige Konzept Fastino von Pizza Hut. 1994 experimentierte Fazoli’s mit Food-Courts und Restaurants in Einkaufszentren, wie sie von Sbarro bevorzugt wurden. Hauptsächlich blieb es aber bei Fazoli’s-Restaurants in freistehenden Einzelgebäuden. Der Prototyp dafür vergrößerte sich mit den Jahren auf ca. 3000 Quadratmeter mit 140 Sitzplätzen.
1995 betrug die Anzahl der Fazoli’s-Restaurants 112, davon 30 im Franchising-System. Nation's Restaurant News stufte im gleichen Jahr das Unternehmen in seinem „Second 100 Report“ (Rang 101 bis 200 eines US-weiten Restaurantketten-Rankings) auf Platz 3 im Bereich Umsatzsteigerung, Platz 2 bei der Zunahme unternehmenseigener Filialen und Platz 1 bei der Zunahme von Franchise-Nehmern ein. Bis 1996 stieg die Anzahl der Fazoli’s-Restaurants auf 214 in 23 US-Bundesstaaten. 6000 Mitarbeiter waren dort tätig. Der Umsatz lag 1996 bei 204 Mio. Dollar.
1997 eröffnete das 300. Fazoli’s-Restaurant. Das Unternehmen begann in größere Städte zu expandieren und verstärkte seine Marketingaktivitäten durch Werbung im Regionalfernsehen. Als Slogan wurde „Real Italian. Real Fast.“ eingesetzt. 
2004 erzielte Fazoli’s einen Umsatz von 370 Mio. US-Dollar und hatte 7400 Mitarbeiter. Der Ausbau der Kette erreichte seinen Höhepunkt mit über 400 Restaurants.
Der Trend zu Low-Carb-Diäten wie der South-Beach-Diät und der Atkins-Diät bewegte das Unternehmen dazu, Produkte und Werbestrategien zu entwickeln, die diesen Konzepten entsprachen. Gerichte mit relativ geringem Fettgehalt wurden explizit beworben und 2004 die Ernährungsspezialistin Elizabeth Somer eingestellt. Als weitere gesundheitsbezogene Maßnahme gab Fazoli’s 2005 bekannt, seine Breadsticks von trans-Fettsäuren zu befreien.
2006 kaufte Sun Capital Partners das Unternehmen, welches nun unter Fazoli's Restaurants LLC firmierte. Zu diesem Zeitpunkt hatte es 319 Restaurants, davon 179 im Besitz von Franchise-Nehmern, in 32 Bundesstaaten. Toyoda verließ das Unternehmen und Robert Weissmueller übernahm die Leitung als Präsident und CEO.
Die Kette verlor in diesen Jahren zunehmend an Kundschaft, die Anzahl der Restaurants halbierte sich von 2004 bis 2010. Um die Kosten zu reduzieren, wurde an Produktqualität und Service gespart. 2008 wurde Carl Howard neuer CEO von Fazoli's Restaurants LLC. Er stellte wieder mehr Qualität und Service statt Preis und Geschwindigkeit in den Fokus. Zu seinen Maßnahmen gehörten unter anderem eine Überarbeitung des Menüs, Verlangsamung der Nahrungszubereitung, Abschaffung von Plastikbesteck, Modernisierung der Räumlichkeiten und Wiedereinführung der unbegrenzten Breadsticks. Nach eigenen Angaben gelang es ihm, die Marke bis 2012 zu stabilisieren. Innerhalb von vier Jahren erhöhte sich der durchschnittliche Umsatz der Restaurants um 35 Prozent auf 1,1 Mio. US-Dollar.
2015 wurde Fazoli’s von der New Yorker Private-Equity-Gesellschaft Sentinel Capital Partners aufgekauft.
2020 erwirtschaftete das Unternehmen einen Umsatz von ca. 240 Mio. Dollar. Über 4.700 Mitarbeiter arbeiteten in 215 Filialen in 26 Bundesstaaten.

## Produkte
Die Produktpalette umfasst sowohl verschiedene Nudelgerichte wie Spaghetti, Lasagne und Ravioli, als auch Pizza, Sandwiches und verschiedene Salate. Außerdem ist die Kette bekannt für ihre Breadsticks, ca. 15 cm lange Teigstangen, die mit Salz bestreut sind. 